# Avoncliff
Avoncliff – wieś w Anglii, w hrabstwie Wiltshire. Leży 45 km na północny zachód od miasta Salisbury i 151 km na zachód od Londynu.
We wsi jest stacja kolejowa Avoncliff.